# Abbazia di Stablo
L'Abbazia di Stablo (o di Stavelot) era un'abbazia benedettina sita a Stablo (Stavelot) nei pressi di Liegi (oggi in Belgio); essa faceva parte delle abbazie imperiali di Stablo-Malmedy, uno Stato sovrano del Sacro Romano Impero con pieno diritto di voto al Reichstag.
Fu fondata nel 648 da San Remaclo e fu chiusa durante la Rivoluzione francese, verso la fine del XVIII secolo.
All'allora abate di Solignac, Remaclo, fu concesso da re Sigeberto II il diritto di fondare un'abbazia. Questi ne fondò allora addirittura due sul terreno concessogli: nel 648 quella di Stablo e nel 650 quella di Malmedy. Remaclo fu sepolto a Stablo e le sue reliquie furono inumate nella chiesa di San Sebastiano di Stavelot.
Sotto gli abati Odilo (936 - 954) e Poppone (1020 - 1048) l'Abbazia divenne uno dei centri più importanti del movimento riformatore di Cluny.
L'imperatore Enrico IV sottomise Stablo a Malmedy.
Abbazia di Stablo e Abbazia di Malmedy furono, fin dalla loro fondazione, in stretta unione ed appartennero, come abbazie del principato, alla Provincia del Basso Reno-Vestfalia.
Nel 1795 la zona divenne parte del dipartimento francese della Ourthe e dal 1796 furono secolarizzate e le loro proprietà a poco a poco alienate. Dopo il Congresso di Vienna Stavelot divenne olandese e nel 1830 belga. L'ex abbazia di Malmedy, con il suo territorio, divenne invece parte del Regno di Prussia dal 1815, poi sotto occupazione militare belga dopo la prima guerra mondiale fino a quando il territorio di Eupen-Malmedy venne annesso al Belgio nel 1925.

## Allestimento iniziale
La Bibbia di Stavelot, risalente all'XI secolo si trova ora presso la British Library di Londra. Il reliquiario di papa Alessandro II, risalente al XIII secolo si trova, insieme alla Pala d'altare di Stavelot, dopo la liquidazione dell'Abbazia, nella raccolta del "Museo d'arte e di storia" di Bruxelles. La teca di San Remaclo (XIII secolo) si trova oggi nella chiesa di San Sebastiano a Stavelot, così come il busto reliquiario di un abate, realizzato in tempi posteriori.
La Stauroteca di Stavelot è conservata oggi a New York nella Pierpont Morgan Library, un medaglione dell'ex Retablo di san Remaclo si trova nel Kunsgewerbemuseum di Berlino ed un altro nel Museum für Angewandte Kunst di Francoforte sul Meno.

## Cronotassi degli abati di Stablo
- San Remaclo (ca. 637-652)
- Papolino I. (652-ca. 660)
- Sigolino ca. 660-ca. 666
- Godoino ca. 666-ca. 675
- Papolino II ca. 675- ?
- Rabangardo I ca. 710
- Abolino
- Crodmaro
- Amalgero
- Amingero (o Floriberto)
- Anglino (727-746)
- Agilolfo (746-750)
- Alberico (750-779)
- Sigardo (779-791)
- Witando (791-815)
- Absalomo (815-816)
- Ando (816-836)
- Ratoldo (836-840)
- Harondo (840-844)
- Ebbo I (844-845)
- Ebbo II (845-867)
- Hartgaro (867-880)
- Adelardo I (880-890)
- Linfredo (890-898)
- Riccardo (898-905)
- Reginardo di Lotaringia 905–913
- Eberardo (913- ?)
- Giselberto (? -939)
- Corrado I (939-952)
- Odilo 952–954
- Werinfredo (954-986)
- Rabangardo II (986-1008)
- Bertram (1008-1020)
- San Poppone I 1020–1048
- Teodorico (1048-1080)
- Rodolfo (1080-1097)
- Volmar (1097-1105)
- Poppone II de Beaumont (1105-1119)
- Corrado II (1119-1128)
- Giovanni I de Reulant (1128-1130)
- Wibald de Pré (1130-1158)
- Eriebaldo (1158-1193)
- Gerardo I (1193-1209)
- Adelardo II (1209-1222)
- Federico von dem Stein (1222-1244)
- Nicolao (1244-1248)
- Enrico I di Gheldria (1248-1274)
- Giovanni II d'Enghien (1274-1281)
- Egidio di Falkenstein (1281-1307)
- Enrico II di Bolanden (1307-1334)
- Winrico de Pomerio (1334-1343)
- Ugo d'Auvergne (1343-1373)
- Werner de Ockiers (1373-1393)
- Walramio von Schleiden (1393-1410)
- Enrico III de Visé (1410-1417)
- Giovanni III de Guezaine (1417-1438)
- Enrico IV von Merode (1438-1460)
- Caspar Poncin (1460-1499)
- Guglielmo I von Manderscheid-Kayl (1499-1546)
- Christoph von Manderscheid-Kayl (1546-1576)

In unione personale con il Vescovato di Liegi (1576-1650)
- Gerard van Groesbeeck 1576–1580
- Ernesto di Baviera 1581–1612
- Ferdinando di Baviera 1612–1650
- Guglielmo II di Baviera (1650-1657)
- Massimiliano Enrico di Baviera (1657) (anche Vescovo di Liegi)
- Franz I Egon von Fürstenberg (1657-1682)
- Wilhelm III Egon von Fürstenberg (1682-1704)
- Francesco II Giuseppe di Lorena (1704-1715)
- Giovanni IV Ernesto di Löwenstein-Rochefort (1715-1731)
- Nicolas II Massin (1731-1737)
- Deodat Drion (1737-1741)
- Joseph de Nollet-Bourdon (1741-1753)
- Alexandre Delmonte (1753-1766)
- Jacques de Hubin (1766-1786)
- Celestino Thys (1786-1794)